# Poecilopsyche dhristadyumna
Poecilopsyche dhristadyumna is een schietmot uit de
familie Leptoceridae. De soort komt voor in het Oriëntaals gebied.